# Georgien ved sommer-OL 2012
Georgien deltog under Sommer-OL 2012 i London som blev arrangeret i perioden 27. juli til 12. august 2012.

## Medaljer
| 2012 London | Guld | Sølv | Bronze | Total |
| Georgien    | 1    | 3    | 3      | 7     |

### Medaljevinderne
| Georgien under sommer-OL 2012 i London | Georgien under sommer-OL 2012 i London | Georgien under sommer-OL 2012 i London | Georgien under sommer-OL 2012 i London | Georgien under sommer-OL 2012 i London |
| Medalje                                | Navn                                   | Sport                                  | Event                                  | Dato                                   |
| -------------------------------------- | -------------------------------------- | -------------------------------------- | -------------------------------------- | -------------------------------------- |
|                                        |                                        |                                        |                                        |                                        |